# Jacques Villeré
Jacques Phillippe Villeré (28 de abril de 1761 - 7 de março de 1830) foi o 2º governador da Luisiana depois que o então território tornara-se um estado. Foi o primeiro do estado a alcançar esse cargo.